# Flynn-Aird-Syndrom
Das Flynn-Aird-Syndrom ist ein sehr seltenes angeborenes neuroektodermales Syndrom mit zentraler Taubheit.
Betroffen sind das Nervensystem, die Haut, das Skelett und das glanduläre System.
Die Erkrankung ist nach den Erstbeschreibern von 1965 benannt, den US-amerikanischen Neurologen P. Flynn und Robert B. Aird (1903–2000).

## Vorkommen
Die Häufigkeit wird mit unter 1 zu 1.000.000 angegeben, die Vererbung erfolgt autosomal-dominant. Eine Ursache ist nicht bekannt.

## Klinische Erscheinungen
Klinische Kriterien sind:
- im späten Schulalter auftretende beidseitige Innenohrschwerhörigkeit (Schallempfindungs-Schwerhörigkeit)
- Muskelatrophie und Gelenksteifigkeit
- Augenauffälligkeiten wie Katarakt, Retinitis pigmentosa, Myopie
- Ataxie, Zeichen der peripheren Neuritis, Epilepsie, Demenz
- Haut- und Unterhautatrophie
- erhebliche Zahnkaries

## Diagnose
Im Röntgenbild findet sich eine Osteoporose, ferner können Kyphoskoliosen und Knochenzysten auftreten.
Im Urin fällt eine verminderte 17-Ketosteroidausscheidung auf.

## Differentialdiagnose
Abzugrenzen sind das Werner-Syndrom, das Refsum-Syndrom, das Cockayne-Syndrom sowie die Sklerodermie.